# Kristen Nuss
Kristen Nuss, född 16 december 1997 i New Orleans, USA, är en beachvolleyspelare.
Nuss började spela beachvolley i high school. Hon fortsatte att studera vid Louisiana State University och spelade där beachvolley med LSU Tigers. Hon var den spelare som vunnit flest matcher i NCAA Beach Volleyball Championship. Hon nådde tillsammans med Claire Coppola en femteplats vid student-VM 2018. Hon har spelat på AVP Tour sedan 2021 tillsammans med Taryn Kloth. Under första säsongen vann de tävlingen i Atlanta. Under 2022 vann de tävlingarna i Austin, Chicago och Phoenix. De började även spela internationellt på Volleyball World Beach Pro Tour 2022 där de vann både Future och Challenger-turneringar och som bäst kom fyra vid en Elite16-tävling. De kom femma i världstourfinalen i januari 2023.
Under Volleyball World Beach Pro Tour 2023 vann de sin första Elite16-turnering i Uberlândia, Brasilien och nådde i övrigt som sämst kvartsfinal. På AVP Tour 2023 vann de två tävlingar och hamnade på pallen i alla tävlingar de deltog i. Vid VM 2023 tog de brons. Under Volleyball World Beach Pro Tour 2024 har de vunnit två Elite16-turneringar.